# Linognathus nesotragi
Linognathus nesotragi är en insektsart som beskrevs av Van der Merwe 1968. Linognathus nesotragi ingår i släktet Linognathus och familjen nötlöss. Inga underarter finns listade i Catalogue of Life.